# Ottavia Piccolo
Ottavia Piccolo (Bolzano, 9 ottobre 1949) è un'attrice italiana, occasionalmente impegnata nel campo del doppiaggio.

## Biografia
Nata a Bolzano nel 1949, i suoi nonni provengono dalla cittadina pugliese di Modugno. Inizia giovanissima a calcare il palcoscenico: a 11 anni è Helen, la protagonista di Anna dei miracoli di William Gibson, per la regia di Luigi Squarzina: «Della bravura di Anna Proclemer non staremo a dire, e qui se ne ha autorevole conferma. La sorpresa ci è venuta invece da Ottavia Piccolo». Approfondisce la sua formazione artistica comparendo in televisione ne Le notti bianche, tratto da un racconto di Dostoevskij. Anche l'esordio cinematografico è importante: è una delle figlie del Principe di Salina ne Il Gattopardo di Luchino Visconti (1963).
Nel 1964 conosce Giorgio Strehler, che la dirige ne Le baruffe chiozzotte e più tardi nel Re Lear shakespeariano. Altri suoi maestri saranno per il teatro Luca Ronconi e per il cinema Mauro Bolognini (Madamigella di Maupin). In Metello di quest'ultimo, tratto dal libro di Vasco Pratolini, la sua prova fu tale da meritare il Prix d'interprétation féminine al Festival di Cannes 1970, il Nastro d'argento alla migliore attrice protagonista, un David Speciale ai David di Donatello 1970 e un Globo d'oro alla miglior attrice rivelazione.
Questo successo farà sì che l'attrice sia «adottata» dal cinema francese: sarà diretta, fra gli altri, da Claude Sautet e Pierre Granier-Deferre (L'evaso) nel 1971. Nel 1968 interpreta il ruolo della protagonista femminile in Serafino di Pietro Germi, al fianco di Adriano Celentano. L'anno successivo interpreta un ruolo secondario nella commedia Una su 13, con Vittorio Gassman, Sharon Tate, Orson Welles e Vittorio De Sica.
Nel 1970 incide un 45 giri con Rodolfo Baldini, a cui è legata in quel periodo (dopo un flirt con Massimo Ranieri).
Dalla metà degli anni settanta si concentrerà soprattutto sul teatro di Shakespeare, Pirandello, Alfieri e Hofmannsthal; ma sarà più nota al grande pubblico per l'apparizione in numerosi sceneggiati televisivi, soprattutto tratti da testi classici della letteratura mondiale: tra tutti, Il mulino del Po e La coscienza di Zeno, con la regia di Sandro Bolchi, e La Certosa di Parma, con la regia di Bolognini.
Nello sceneggiato televisivo de Orlando Furioso, trasmesso nel 1975, la voce di Ottavia Piccolo è stata doppiata a causa di un imprevisto: l'attrice dimentica, in un albergo nel Sud della Francia dove stava girando un film, il suo passaporto e, arrivata a Parigi, è costretta a rinunciare al volo e al lavoro di doppiaggio per l'adattamento televisivo.
Nel 1975, recitò a fianco di Alain Delon nel film Zorro, interpretando il ruolo importante della rivoluzionaria Ortensia Pulido, legata sentimentalmente all'eroe mascherato. La pellicola si rivelò campione d'incassi in Italia, e un grande successo in Europa e in Cina.
Nel 1979 fu candidata alle elezioni politiche nelle liste del PSI a Milano, ma ottenne solo 1 923 preferenze e non venne eletta.
Nel 1980 ha condotto il programma Visto da..., ideato da Enzo Marchetti e Stefano Jurgens, e trasmesso su Rai 3.
Tra il 1982 e il 1983 ha condotto insieme con Cristiano Minellono la trasmissione radiofonica Musica, musica, musica parole di..., trasmessa su Radio 1. Nel 1987 torna a recitare al cinema con La famiglia di Ettore Scola (premio Nastro d'argento) e con Da grande di Franco Amurri, a fianco a Alessandro Haber e Renato Pozzetto.
Negli anni novanta torna attiva in televisione sia in Italia, dove riscuoterà grande successo con Chiara e gli altri, telefilm in onda tra il 1989 e il 1991, sia in Francia. Non lascerà però il teatro: sarà, ad esempio, Frosina ne L'avaro di Molière a fianco a Paolo Villaggio. Nel 1996, in occasione del Giffoni Film Festival, ha presentato insieme con Massimo Wertmüller La notte delle bugie.
Nel 1999, quando il Festival di Cividale del Friuli, Mittelfest, in collaborazione con l'Associazione Soroptimist, istituisce il premio Adelaide Ristori, è lei ad aggiudicarsi la prima edizione.
Nel 2004 ha interpretato il ruolo di un'analista in Tu la conosci Claudia?, con Aldo, Giovanni e Giacomo. Nel 2014 è stata nominata membro del corpo docente dell'Università Ca' Foscari dal rettore Carlo Carraro a Venezia.
Ottavia Piccolo ha anche lavorato saltuariamente come doppiatrice: ha prestato la voce ad esempio a Carrie Fisher nel ruolo di Leila Organa nei film della saga di Guerre stellari.

## Vita privata
Dopo i legami con Massimo Ranieri e Rodolfo Baldini, nel 1974 ha sposato il giornalista Claudio Rossoni, dal quale un anno dopo ha avuto un figlio, Nicola.
Nel 1987, su proposta di Bettino Craxi, venne inclusa tra i membri dell'Assemblea nazionale del PSI.

## Filmografia

### Cinema

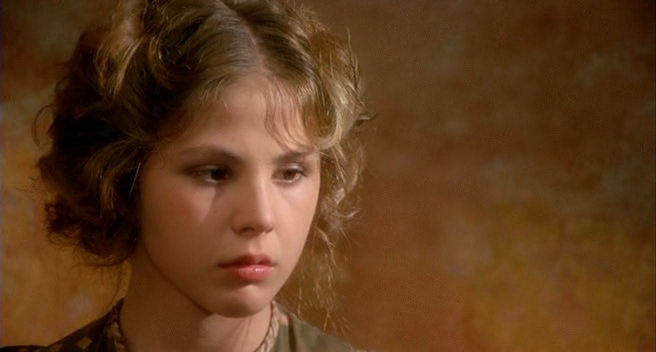
Ottavia Piccolo in una scena di Bubù (1971)

- Il Gattopardo, regia di Luchino Visconti (1963)
- Madamigella di Maupin, regia di Mauro Bolognini (1965)
- L'estate, regia di Paolo Spinola (1966)
- Faustina, regia di Luigi Magni (1968)
- Serafino, regia di Pietro Germi (1968)
- Una su 13, regia di Nicolas Gessner (1969)
- Metello, regia di Mauro Bolognini (1970)
- Bubù, regia di Mauro Bolognini (1971)
- Un'anguilla da 300 milioni, regia di Salvatore Samperi (1971)
- Solo andata (Un aller simple), regia di José Giovanni (1971)
- L'evaso (La Veuve Couderc), regia di Pierre Granier-Deferre (1971)
- Trastevere, regia di Fausto Tozzi (1971)
- La cosa buffa, regia di Aldo Lado (1972)
- Uccidere in silenzio, regia di Giuseppe Rolando (1972)
- Colinot l'alzasottane (L'histoire très bonne et très joyeuse de Colinot Trousse-Chemise), regia di Nina Companeez (1973)
- Antonie et Sebastien, regia di Jean-Marie Perier (1974)
- Zorro, regia di Duccio Tessari (1975)
- Mado, regia di Claude Sautet (1976)
- La famiglia, regia di Ettore Scola (1987)
- Da grande, regia di Franco Amurri (1987)
- Sposi, regia di Antonio Avati, Pupi Avati, Cesare Bastelli, Felice Farina e Luciano Manuzzi (1988)
- Nel giardino delle rose, regia di Luciano Martino (1990)
- Condominio, regia di Felice Farina (1991)
- Barocco, regia di Claudio Sestieri (1991)
- Angeli a Sud, regia di Massimo Scaglione (1992)
- Il lungo silenzio, regia di Margarethe von Trotta (1993)
- Bidoni, regia di Felice Farina (1995)
- Marciando nel buio, regia di Massimo Spano (1996)
- Tu la conosci Claudia?, regia di Massimo Venier (2004)
- 7 minuti, regia di Michele Placido (2016)
- Occident Express (Haifa è nata per star ferma), regia di Simone Marcelli (2020)

### Televisione
- Le notti bianche, regia di Vittorio Cottafavi – film TV (1962)
- La Roma di Moravia – film TV (1967)
- Felicita Colombo, regia di Antonello Falqui (1968)
- Il drago, regia di Paolo Giuranna e Raffaele Meloni, trasmessa dal Secondo Programma il 22 febbraio 1969.
- La piramide senza vertice – atto unico per la serie TV Vivere insieme, condotta da Ugo Sciascia (1969)[13]
- Il triangolo rosso, regia di Ruggero Deodato – serie TV, episodio Gli amici (1969)
- Un mese in campagna, regia di Sandro Bolchi – film TV (1969)
- Otto donne di Robert Thomas, regia di Mario Ferrero – miniserie TV (1969)
- Il mulino del Po, regia di Sandro Bolchi – miniserie TV (1971)
- La vita di Leonardo da Vinci, regia di Renato Castellani – miniserie TV (1971)
- Orlando Furioso, regia di Luca Ronconi – miniserie TV (1975)
- La biondina, regia di Andrea e Antonio Frazzi – miniserie TV (1982)
- De bien étranges affaires – serie TV, episodio L'Ami étranger (1982)
- La Certosa di Parma, regia di Mauro Bolognini – miniserie TV (1982)
- L'Ami étranger – film TV (1982)
- Le Paria – film TV (1985)
- Casa di bambola, regia di Gianni Serra – film TV (1986)
- Mino - Il piccolo alpino, regia di Gianfranco Albano – miniserie TV (1986)
- La coscienza di Zeno, regia di Sandro Bolchi – miniserie TV (1988)
- Chiara e gli altri, regia di Andrea Barzini e Gianfrancesco Lazotti – serie TV (1989-1991)
- ...Se non avessi l'amore, regia di Leandro Castellani – film TV (1991)
- Le ciel pour témoin – film TV (1993)
- La colline aux mille enfants, regia di Jean-Louis Lorenzi – film TV (1994)
- Il prezzo della vita, regia di Stefano Reali – miniserie TV (1995)
- Servo d'amore, regia di Sandro Bolchi – film TV (1995)
- Donna, regia di Gianfranco Giagni – miniserie TV (1996)
- Deux mamans pour Noël  regia di Paul Ghu – film TV (1998)
- Cuccioli, regia di Paolo Poeti – miniserie TV (2002)
- Per amore, regia di Maria Carmela Cicinnati e Peter Exacoustos – miniserie TV (2002)
- La moglie cinese, regia di Antonio Luigi Grimaldi – miniserie TV (2006)
- Questa è la mia terra, regia di Raffaele Mertes – serie TV (2006)
- Una sera d'ottobre, regia di Vittorio Sindoni – film TV (2009)
- Una buona stagione, regia di Gianni Lepre – serie TV (2014)
- Un amore, regia di Francesco Lagi – miniserie TV (2024)

## Teatro

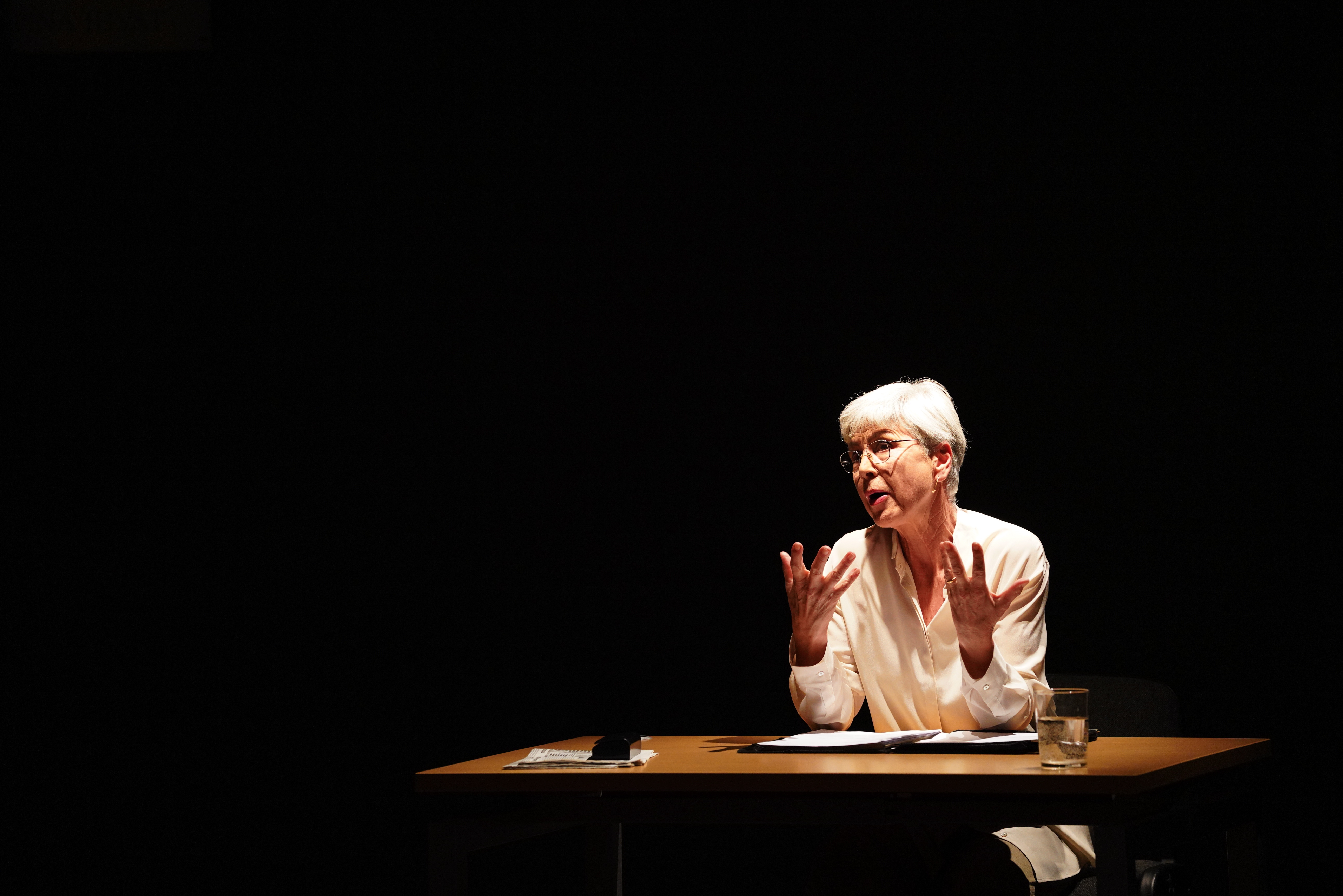
Ottavia Piccolo recita in Donna non rieducabile (2020)

- Anna dei miracoli di William Gibson, regia di Luigi Squarzina. Teatro comunale di Modena, 5 novembre 1960.
- La Calandria di Bernardo Dovizi da Bibbiena, regia di Giorgio De Lullo.Teatro La Fenice di Venezia, 2 ottobre 1966.
- Orlando furioso, da L. Ariosto, regia di Luca Ronconi. Prima rappresentazione al Festival di Spoleto (1969)
- Misura per misura di William Shakespeare, regia di Luigi Squarzina. Teatro Argentina di Roma, 21 dicembre 1976.
- Romeo e Giulietta di William Shakespeare, regia di Orazio Costa. Teatro Romano di Verona, 1º luglio 1977.
- Amleto, regia di Gabriele Lavia (1978)
- Andromaca di Jean Racine, regia di Lamberto Puggelli. Teatro Olimpico di Vicenza, 4 settembre 1981.
- Storia di Sofonisba, testo e regia di Giuseppe Di Leva. Centro Internazionale di Brera di Milano, 4 maggio 1982.
- Barnum, regia di Mark Bramble (1983)
- Lancillotto e Ginevra di Roberto Mussapi, regia di Silvano Piccardi. Teatro dei Filodrammatici di Milano, 11 dicembre 1989.
- Elettra di Hugo von Hofmannsthal, regia di Sandro Sequi. Teatro Olimpico di Vicenza (registrazione messa in onda dalla Rai nel 1992)
- Buenos Aires non finisce mai di Vito Biolchini ed Elio Turno Arthemalle, regia di Silvano Piccardi. Società Umanitaria di Milano, 12 settembre 2000.
- Terra di latte e miele di Manuela Dviri, regia di Silvano Piccardi. Teatro dei Filodrammatici di Milano, 2 dicembre 2003.
- Processo a Dio di Stefano Massini, regia di Sergio Fantoni (2007)
- Donna non rieducabile di Stefano Massini, regia di Silvano Piccardi. Teatro Valle di Roma, 6 ottobre 2009.
- Enigma - niente significa mai una cosa sola di Stefano Massini, regia di Silvano Piccardi (2015)
- 7 minuti di Stefano Massini, regia di Alessandro Gassmann (2016)
- Occident Express (Haifa è nata per star ferma), di Stefano Massini, con l'Orchestra Multietnica di Arezzo, diretta da Enrico Fink (2017-2019)
- Eichmann. Dove inizia la notte di Stefano Massini, regia di Mauro Avogadro (2022)

## Doppiaggio

### Cinema
- Carrie Fisher in Guerre stellari, L'Impero colpisce ancora, Il ritorno dello Jedi, Star Wars - Il risveglio della Forza, Star Wars - Gli ultimi Jedi, Star Wars - L'ascesa di Skywalker
- Hanna Schygulla in Il futuro è donna
- Susan Sarandon in Il segreto di Joe Gould

### Televisione
- Claire Yarlett e Mary Beth Evans in Rituals

## Discografia

### 45 giri
- 1970 – Due ali bianche/Per noi (Dischi Ricordi, SRL 10.629; con Rodolfo Baldini)

## Web
Per Sinarra.tv ha realizzato un video-racconto tratto dallo spettacolo teatrale Donna non rieducabile di Stefano Massini.

## Riconoscimenti
- David di Donatello
  - 1970 – David speciale per Metello
  - 1995 – Candidatura alla migliore attrice non protagonista per Bidoni

- Nastro d'argento
  - 1971 – Migliore attrice protagonista per Metello
  - 1987 – Migliore attrice non protagonista per La famiglia
- Nastri d'argento - Grandi Serie
  - 2024 – Candidatura alla migliore attrice non protagonista per Un amore

- Ciak d'oro
  - 1987 – Miglior attrice non protagonista per La famiglia[14]

- Festival di Cannes
  - 1970 – Prix d'interprétation féminine per Metello

- Globo d'oro
  - 1970 – Miglior attrice rivelazione per Metello

- Premio Flaiano sezione teatro[15]
  - 1993 – Premio all'interpretazione per Pazza